# 청주양씨세고목판
청주양씨세고목판(淸州楊氏世稿木板)은 대한민국 경상남도 창녕군 창녕읍, 창녕박물관에 있는 청주 양씨의 공적 및 행적을 기록한 목판이다. 1976년 12월 20일 경상남도의 유형문화재 제154호로 지정되었다.

## 현지 안내문
청주 양씨의 공적 및 행적을 기록한 목판으로 누가 제작했는지, 제작된 연대가 언제인지는 알 수 없다.
이것은 지역 또는 지방에 있어서 청주 양씨들의 행적을 증명해 주는 자료로 평가된다.

## 참고 문헌
- 이 문서에는 다음커뮤니케이션(현 카카오)에서 GFDL 또는 CC-SA 라이선스로 배포한 글로벌 세계대백과사전의 내용을 기초로 작성된 글이 포함되어 있습니다.

## 참고 자료
- 청주양씨세고목판 - 국가유산청 국가유산포털